# Holden (Utah)
Holden es una localidad del condado de Millard, estado de Utah, Estados Unidos. Según el censo de 2000, la población era de 400 habitantes.

## Geografía
Holden se encuentra en las coordenadas 39°6′00″N 112°16′11″O / 39.10000, -112.26972.
Según la oficina del censo de Estados Unidos, la localidad tiene una superficie total de 1,4 km². No tiene superficie cubierta de agua.
- Datos: Q483669
- Multimedia: Holden, Utah / Q483669